# 潘人
潘人（ພວນ，Phouan，/pʰúːən/）又稱泰潘人或佬潘人，該民族信仰上座部佛教，主要居住在泰国的依善地区，同時亦有部分潘人散居於泰國中部和老挝的部分地區（川圹省和华潘省），除此之外，還有大約五千名潘人，定居在柬埔寨班迭棉吉省的蒙哥博雷县與馬德望省 。
他们曾建立川圹王国。